# بلاکاس

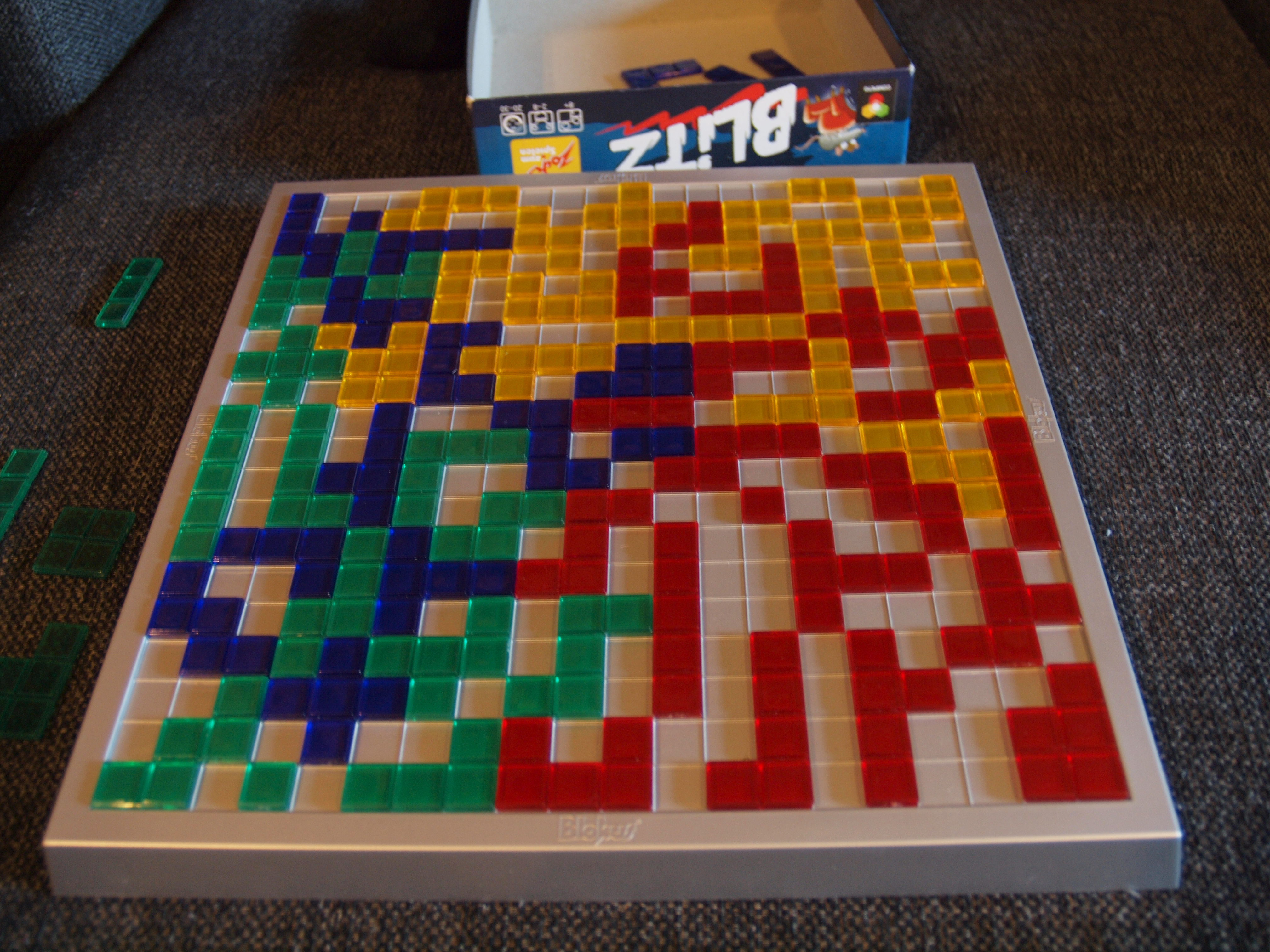

بلاکاس (به انگلیسی: Blockus) یک بازی استراتژی انتزاعی است. این بازی به صورت ۲ الی ۴ نفره انجام می‌شود. برنارد تاویتیان این بازی را ابداع نموده و اولین بار سال ۲۰۰۰ توسط کمپانی فرانسوی سکویا منتشر شده‌است.

## انواع بلاکاس
- بلاکاس کلاسیک
- بلاکاس دو نفره
- بلاکاس مثلثی
- بلاکاس بزرگ

شکل ۲۱ قطعهٔ بازی بلاکاس کلاسیک

بلاکاس کلاسیک بر روی یک تخته مربعی شکل با ۲۰ سطر و ۲۰ ستون (در مجموع ۴۰۰ مربع) انجام می‌شود. جمعاً ۸۴ قطعهٔ بازی به صورت ۲۱ شکل در ۴ رنگ آبی، زرد، قرمز و زرد وجود دارند.

## نحوهٔ بازی
قوانین بازی همهٔ انواع بلاکاس به شرح زیر است:
- ترتیب بازی بر مبنای رنگ‌ها است: ابتدا آبی بازی را شروع می‌کند و پس از آن زرد، قرمز و سبز.
- اولین قطعهٔ هر رنگ در یکی از گوشه‌های تخته گذاشته می‌شود. سپس قطعات جدید باید به نحوی بر روی تخته قرار گیرند که حداقل یک گوشهٔ آن‌ها با قطعات همرنگ قبلی در تماس بوده و با هیچ وجهی از آن دو در تماس نباشند.
- هنگامی که بازیکنی نتواند قطعه‌ای را بر اساس قوانین در تخته جای دهد، نوبت خود را به نفر بعدی می‌دهد. هنگامی که هیچ بازیکنی نتواند قطعهٔ جدیدی در تخته بگذارد، بازی تمام می‌شود.

## امتیازدهی
پس از پایان بازی، امتیازدهی بر مبنای قطعاتی که بازیکن در تخته نگذاشته‌است، انجام می‌شود. بازیکن به ازای هر مربع ۱ امتیاز از دست می‌دهد.
اگر بازیکن تمام قطعات خودش را در تخته گذاشته باشد، اگر آخرین قطعهٔ او تک‌مربع باشد، +۲۰ امتیاز می‌گیرد، در غیر اینصورت +۱۵ امتیاز می‌گیرد.
امیتاز

## جوایز[۲]
- Best Game - The Brain Sports Foundation - Japan - 2005
- Family Game of the Year- Sweden - 2004
- Toy of the Year - Independent Toy Specialist - Australia - 2004
- Best Strategy Games Finalist - Games Magazine USA - 2004
- Game of the Year - Australian Games Association - Australia - 2003
- National Association of Parenting Publications Award - USA - 2003
- Top 10 Children's Choice Award Winner - Toy Testing - Canada - 2003
- Good Toy Award - Japan - 2003
- Game of the Year / Vuoden Peli - Finland - 2003
- Dr. Toy Best Children's Products - USA - 2003
- Astra Good Toy Award - USA - 2003
- Boardgame Prize - Japan - 2003
- Mensa Best Mind Game Award - USA - 2003
- Parent's Choice Gold Award winner - USA - 2003
- Platinium Award Oppenheim Toy Portfolio - USA - 2003
- Spieletta Award Game Market - Japan - 2003
- Toy Guide Jouets - Canada - 2002
- Spiel des Jahres Auswahlliste - Germany - 2002
- Super As d'Or - France - 2001
- Grand Prix du Jouet - France - 2000